# Підпільний фронт

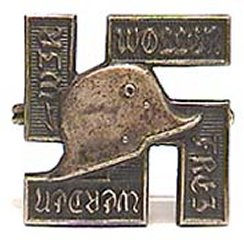
Знак підпільного фронту

Підпільний фронт (нім. Frontbann) — нацистська організація.

## Історія
Після невдалого Пивного путчу, нацистська партія (НСДАП) і штурмові загони (СА) були заборонені урядом Веймарської республіки. Щоб зберегти законний статус, НСДАП була перейменована на Партію націонал-соціалістичної свободи, а СА — на Підпільний фронт. Підпільний фронт складався з членів СА і виконував ті ж самі функції. Організацію очолював лідер СА Ернст Рем. Підпільний фронт мав свої підрозділи по всій Німеччині — всього 30 000 осіб.
Підпільний фронт був розформований у лютому 1925 року після зняття заборони на діяльність СА.

## Уніформа
Форма підпільного фронту була схожою на форму СА з наступними відмінностями:

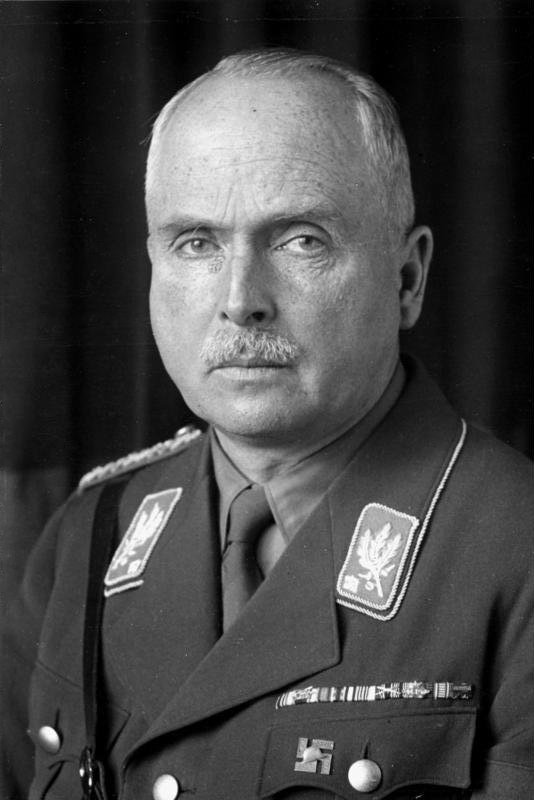
Карл Едуард, герцог Саксен-Кобург-Готський (1933). На лівій кишені — Знак підпільного фронту

- куртка і кашкет були сірого кольору, а не коричневого;
- на нарукавній пов'язці замість чорної свастики був зображений червоний німецький шолом.

## Знак підпільного фронту
Знак підпільного фронту (нім. Frontbannabzeichen) був заснований у 1932 році членами групи СА «Берлін-Бранденбург» на чест існування Підпільного фронту. Щоб його отримати, необхідно було бути членом підпільного фронту, НСДАП чи іншої напіввійськової неурядової організації до 31 грудня 1927 року. В 1933 році знак став офіційною партійною відзнакою, однак до кінця 1934 року виключений зі списку відзнак, і його носіння членами НСДАП було заборонене.
Знак являв собою сріблясту свастику з накладеним в центрі сталевим шоломом. На променях свастик були слова, які формували фразу Wir wollen frei werden (укр. Ми хочемо бути вільними). Діаметр знаку — 20 мм. Відзнака кріпилась до одягу за допомогою штифта.

## Відомі члени організації
- Ернст Рем — керівник
- Курт Далюге — керівник берлінського підрозділу
- Мартін Борман — член підрозділу в Тюрингії
- Карл Едуард, герцог Саксен-Кобург-Готський